# Cellules communistes combattantes
Las Cellules communistes combattantes (CCC,)  en español, Células Comunistas Combatientes, fue una organización belga clandestina de lucha armada de  extrema izquierda, fundada en junio de 1983 y responsable de varios atentados. El grupo desapareció tras la detención de sus principales miembros en 1985.

## Historia

### Los orígenes
En junio de 1976, Pierre Carette fundó el "Comité Internacional para la Defensa de los Derechos de los Presos Políticos en Europa Occidental" en Bruselas, que era esencialmente un comité de apoyo a los presos de la RAF alemana. Visitó varias veces a algunos de los detenidos de la organización alemana. El comité publica una hoja informativa, así como comunicados de prensa y textos de la RAF. A finales de 1976, un amigo de Carette, Marc de Laever, que había creado otro comité de apoyo a la RAF en Lieja, se unió al comité de Bruselas. El 9 de diciembre de 1977, el comité dirigido por Carette anunció una manifestación en solidaridad con la RAF, que fue cancelada en el último momento. El 16 de marzo de 1978, siete miembros del comité ocuparon la embajada neerlandesa para expresar su solidaridad con los detenidos de la RAF. Al día siguiente, la policía lanzó una operación a gran escala contra Carette y sus amigos.
El 25 de junio de 1979, una bomba explotó cuando el coche del general estadounidense Haig pasaba de camino a su oficina de SHAPE en Casteau. El general resultó ileso, pero dos personas resultaron levemente heridas. El ataque fue reivindicado por un grupo desconocido, la "Brigada Julien Lahaut". Marc de Laever desaparece. Carette, que estaba en el expediente, no fue acusada ni siquiera interrogada. El 5 de julio, el mismo ataque fue reivindicado de nuevo, esta vez por un "comando de Andreas Baader". Carette comenzó a mantener correspondencia y a visitar regularmente a Frédéric Oriach (ex maoísta, exmiembro del NAPAP y líder de la tendencia radical de Acción Directa), que luego estaba detenido en la prisión de Évreux, luego en la prisión de La Santé.

### La revista Subversión
El 10 de febrero de 1982, la revista Subversion fue fundada por Pierre Carette, Frédéric Oriach, exmiembro del NAPAP entonces en prisión, Bertrand Sassoye y otros activistas belgas, suizos y franceses. La revista sólo publicó dos números  y a principios de 1983 el colectivo desapareció.

### Línea Roja
Frédéric Oriach le propuso a Carette que creara una estructura de superficie, para poder difundir la teoría de la "guerrilla urbana" a plena luz del día y preparar el terreno para la "lucha armada". En septiembre de 1983, Pierre Carette fundó el colectivo Ligne Rouge en Bruselas. De allí procedían todos los miembros del futuro núcleo de los CCC: además de Carette, estaban Didier Chevolet, Bertrand Sassoye, Pascale Vandegeerde y Christopher V. Un año más tarde, este colectivo se convirtió en la cobertura legal de las Células Comunistas Combativas. De 1983 a 1985, publicó un medio de comunicación del mismo nombre, que tomó el relevo de Subversion. La nueva revista difundirá los textos de los CCC y los comunicados de prensa en los que se atribuyen la autoría de los atentados. Después de las detenciones de diciembre de 1985, Ligne Rouge desapareció.

### Los CCC
Los CCC se crearon en la clandestinidad en junio de 1983. Entre el 3 de octubre de 1984 y el 16 de diciembre de 1985, el CCC reivindicó veintiún atentados con bombas; Formaban parte de tres "campañas" político-militares, conocidas como "propaganda armada", intercaladas con períodos de inactividad.
Apuntan a lo que consideran símbolos del sistema capitalista, del imperialismo estadounidense y del Estado belga: las empresas que participan en la producción de equipos militares, las sedes o locales de los partidos políticos del gobierno, la infraestructura del ejército y la gendarmería belgas, los locales de la OTAN, las sedes de los empresarios y bancos belgas, "enemigos políticos", incluidos pacifistas como Pierre Galand. El 11 de diciembre de 1984, organizaron una operación a gran escala contra el sector valón de la red de oleoductos de Europa Central de la OTAN.

#### Cronología de actuaciones realizadas por los CCC
- 12 de mayo de 1984 : robo de armas en el cuartel del 3.er batallón de Cazadores de las Ardenas en Vielsalm (serán utilizadas por diferentes grupos armados de lucha entre ellos Acción Directa y el CCC),[1] 1 herido durante el ataque.
- 2 de junio de 1984 : robo de 816 kg  de explosivos en Écaussinnes (serán utilizados por el CCC, Acción Directa y la Fracción del Ejército Rojo ).[6]
- junio de 1984 : Pierre Carette se esconde. Parada temporal de Línea Roja, que reaparece a partir de octubre.[1]

##### Campaña " antiimperialista» de octubre
- 2 de octubre de 1984 : ataque contra Litton en Evere.[7]
- 3 de octubre de 1984 : incendio en el aparcamiento de MAN en Dilbeek.[8]
- 8 de octubre de 1984 : ataque contra Honeywell en Evere.[9]
- 15 de octubre de 1984 : ataque contra la Fundación Internacional Jean Rey – Centro Paul Hymans en Ixelles.[10]
- 17 de octubre de 1984 : ataque contra la secretaría del Partido Demócrata Cristiano (CVP) flamenco en Gante.[10]
- 26 de noviembre de 1984 : ataque contra el centro de telecomunicaciones de la base aérea de Bierset.[11]
- 11 de diciembre de 1984 : seis bombas contra el sistema de oleoductos de Europa Central de la OTAN Central European Pipeline System.[12]
- 15 de enero de 1985 : atentado con coche bomba contra un centro de la OTAN en Woluwe-Saint-Étienne, dos heridos.[13] Fin del « Campaña antiimperialista de octubre » .
- 1 de mayo de 1985 : atentado con coche bomba en la sede de la Federación Empresarial Belga en Bruselas ; Dos bomberos de Bruselas mueren en la explosión. Las críticas tras estas muertes inspiraron al CCC a emitir varios comunicados de prensa.[14]
- 6 de mayo de 1985 : ataque contra un edificio de la Dirección Superior de Logística y Finanzas de la Gendarmería en Woluwe-Saint-Pierre.[1]

##### Campaña " Carlos Marx»
- 8 de octubre de 1985 : Atentado con coche bomba contra Intercom en Bruselas.[15]
- 12 de octubre de 1985 : ataques contra Fabrimetal y la Oficina de Impuestos Directos de Charleroi.[16]
- 4 de noviembre de 1985 : la CCC afirma que se cometieron dos ataques ese día : uno contra la sede del Banque Bruxelles-Lambert en Bruselas, el otro contra la sede de la Société Générale de Banque en Charleroi. El mismo día, un camión de correos fue atacado con explosivos en Verviers. : dos trabajadores postales mueren. Según el ministro de Justicia, los CCC podrían estar implicados en este asunto, pero el resto de la investigación demostrará que este último ataque fue obra de la banda de Patrick Haemers.[5][17][18]
- 5 de noviembre de 1985 : ataque contra el Manufacturers Hanover Bank en Charleroi y el Kredietbank en Lovaina.[18]

##### Campaña " Pierre Akkerman»
- 19 de octubre de 1985 : ataque contra la oficina de información de las fuerzas armadas (Infosermi) en Namur.[19]
- 20 de octubre de 1985 : cóctel molotov contra el coche de Pierre Galand, activista por la paz y jefe del Comité de Acción Nacional para la Paz y el Desarrollo.[20]
- 21 de noviembre de 1985 : ataque contra Motorola, fabricante estadounidense de equipos de comunicaciones y microprocesadores [5] en Watermael-Boitsfort.[21]
- 4 de diciembre de 1985 : ataque al Bank of America.[22]
- 6 de diciembre de 1985 : Los CCC y “ un grupo de comunistas internacionalistas en Francia » están llevando a cabo dos acciones simultáneas, una en Bélgica contra la red de oleoductos de la OTAN y otra en Versalles contra el cuartel general de vigilancia de los oleoductos (CEOA).[5] Fin de « Campaña de Pierre Akkerman ».[23]

### Miembros conocidos
Pierre Carette, Marc de Laever, Didier Chevolet, Bertrand Sassoye, Didier Sampieri, Pascale Vandergeerde. El abogado Michel Graindorge, miembro del comité fundado por Carette, era sospechoso de pertenecer a la organización.

### Simbología
El CCC utilizó como símbolo una estrella roja con tres C (una en el centro de la estrella y dos a los lados).

### Vínculos con Acción Directa y la Fracción del Ejército Rojo
El CCC tenía vínculos con miembros de la Facción del Ejército Rojo alemán (RAF) y el grupo francés Action Directe (AD). Pero, en enero de 1985, el CCC se distanció de AD y de la RAF por la cuestión de la estrategia revolucionaria. Acción Directa apoya entonces la creación en Bélgica de una nueva organización clandestina de propaganda armada, no marxista-leninista como el CCC, sino libertaria en esencia. : el Frente de Acción Revolucionaria Proletaria (FRAP). Los días 20 y 21 de abril de 1985 los atentados cometidos en Bruselas fueron reivindicados por el Frente de Acción Revolucionaria Proletaria. El CCC anuncia ruptura definitiva con Acción Directa y la Fracción del Ejército Rojo .

### Arresto y condena
El 19 de octubre de 1984, la policía lanzó una "operación gigantesca", una serie de 92 registros en círculos de extrema izquierda belgas, con el objetivo de buscar armas, municiones, material de reproducción y documentos "útiles para la investigación". Pero no proporciona pruebas para acusar a miembros o simpatizantes del CC. vs. Sin embargo, durante los 92 registros, los investigadores visitaron a Didier Chevolet y Pascale Vandegeerde, así como a otras ocho personas acusadas en 1988 de haber prestado apoyo activo al CCC.
El 16 de diciembre de 1985, Pierre Carette, Didier Chevolet, Bertrand Sassoye y Pascale Vandergeerde fueron detenidos en un establecimiento de comida rápida de Namur y conducidos a Bruselas. Son presentados ante la jueza de instrucción Francine Lyna, también decana de los jueces de instrucción del tribunal de primera instancia, quien los acusa y les impone orden de detención. Los dos primeros fueron encarcelados en la prisión de Saint-Gilles, los otros dos en la prisión de Forest. A partir de este momento, los imputados quedan sujetos a un régimen especial de vigilancia. Esto viene dictado por la obligación de impedir en cualquier caso una fuga, incluido un ataque externo destinado a liberar a los cuatro detenidos. En este sentido, para reducir los riesgos, incluso las audiencias mensuales de la Sala del Consejo se trasladarán del juzgado a la prisión de Forest.
El 19 de diciembre, la policía descubrió en Charleroi un arsenal de armas en un apartamento ocupado por dos miembros del CCC detenidos en Namur. En enero y febrero de 1986, la policía descubrió tres “escondites” más. » CCC en Bruselas, Lieja y Charleroi, que contienen importantes equipos y archivos militares.
El 22 de enero de 1986, los cuatro detenidos declararon, en una carta publicada por la prensa, pertenecer a la CCC y pidieron “continuar la lucha ", "se ha abierto una brecha en el impasse de la desesperación y la impotencia ».
El 9 de mayo de 1986 los internos del CCC iniciaron una huelga de hambre que duró 43 días.
El 21 de octubre de 1988, el Tribunal Penal de Brabante condenó a los cuatro miembros detenidos de las Células de Lucha Comunista a trabajos forzados de por vida. Fueron declarados culpables de 21 ataques cometidos en territorio belga, que dejaron dos muertos y un herido. Desde el inicio del juicio, los acusados iniciaron una huelga de hambre para obtener una mejora de sus condiciones de detención, hasta el punto de que, muy debilitados, sólo tres de ellos estaban presentes el día del veredicto en el tribunal de Bruselas, transformado. en un campamento atrincherado.
Para apoyar al CCC y seguir propagando sus tesis políticas, se creó la Asociación de Padres y Amigos de los Presos Comunistas (APAPC).quelques jours après leur arrestation[cita requerida] </link>. La asociación organiza varias campañas exigiendo la liberación de los CCC. Estas acciones tomaránplus grande envergure[cita requerida] </link> después de que se haya alcanzado la fecha de elegibilidad para la libertad condicional.

### Después de la liberación
Pascale Vandegeerde fue la primera en salir de la cárcel el 4 de febrero de 2000, seguida el 9 de febrero por Didier Chevolet, que se había desvinculado del movimiento desde 1995, por Bertrand Sassoye el 10 de julio del mismo año y, finalmente, por Pierre Carette, el 25 de febrero de 2003. Desde su liberación, los dos últimos han continuado su lucha por el comunismo dentro de un marco legal
El 5 de junio de 2008, junto con otros activistas o miembros de la asociación Secours Rouge, Pierre Carette y Bertrand Sassoye fueron detenidos de nuevo, el primero por no cumplir las condiciones de libertad condicional, el segundo por "pertenencia a una organización terrorista" debido a sus vínculos con el Partido Comunista Político-Militar, un grupo italiano surgido de las Brigadas Rojas
El 14 de diciembre de 2017, Bertrand Sassoye pronunció una conferencia en la Universidad de Ginebra sobre la creación y la historia de los CCC, por invitación de Secours Rouge Genève.

## Ideología del CCC
La CCC se reivindica como una organización comunista luchadora, es decir revolucionaria. Su objetivo es la destrucción del sistema capitalista y su sustitución por un sistema socialista. La filiación ideológica del CCC es el marxismo-leninismo. Por tanto, sus modelos históricos siguen siendo Karl Marx y Lenin. El grupo también hace referencia a Mao Zedong.
Dentro de los movimientos revolucionarios de los años 80 comprometidos en la lucha armada, dos corrientes se enfrentarán : el que aboga por un “ lucha puramente antiimperialista » (principalmente contra el “ imperialismo norteamericano ") y el que lucha por una revolución comunista. Acción Directa (AD) en Francia y la Fracción del Ejército Rojo (RAF) en Alemania encarnan la primera corriente, el CCC en Bélgica, el Partido Comunista de las Brigadas Rojas (BR-PCC) en Italia y el PCEr / GRAPO en España representarán la segunda corriente.
En diciembre de 1992, los prisioneros del CCC tendrán un debate con la Organización Comunista Marxista-Leninista – Vía Proletaria (OCML-VP), titulado Lucha Armada y Política Revolucionaria. El debate comenzó con la publicación por Partisan (el órgano del OCML-VP) en mayo de 1991 de un folleto titulado “ Situación en Europa y lucha armada (Debate con un lector) ».
A finales del invierno de 1993-1994, los presos del CCC publicaron un extenso documento, La Flèche et la Cible, que expone las ideas, la historia, los proyectos y las perspectivas políticas del grupo. La flecha y la diana se presenta como el primer volumen de una serie Materiales para la revolución. Será impreso y distribuido por la revista Correspondances Révolutionnaires, que depende del colectivo de apoyo a los presos del CCC, la APAPC ( Asociación de Padres y Amigos de los Presos Comunistas ). La revista del colectivo, Correspondances Révolutionnaires, publicó 14 números entre enero de 1989 y octubre de 1996.